# 龙怀水库
龙怀水库是中国广西壮族自治区柳州市柳江县境内的一座水库，位于凤山河支流龙怀河上，建于1960年。水库正常库容为2472万立方米，集雨面积为46平方千米，海拔为191米。